# Butte aux Cailles

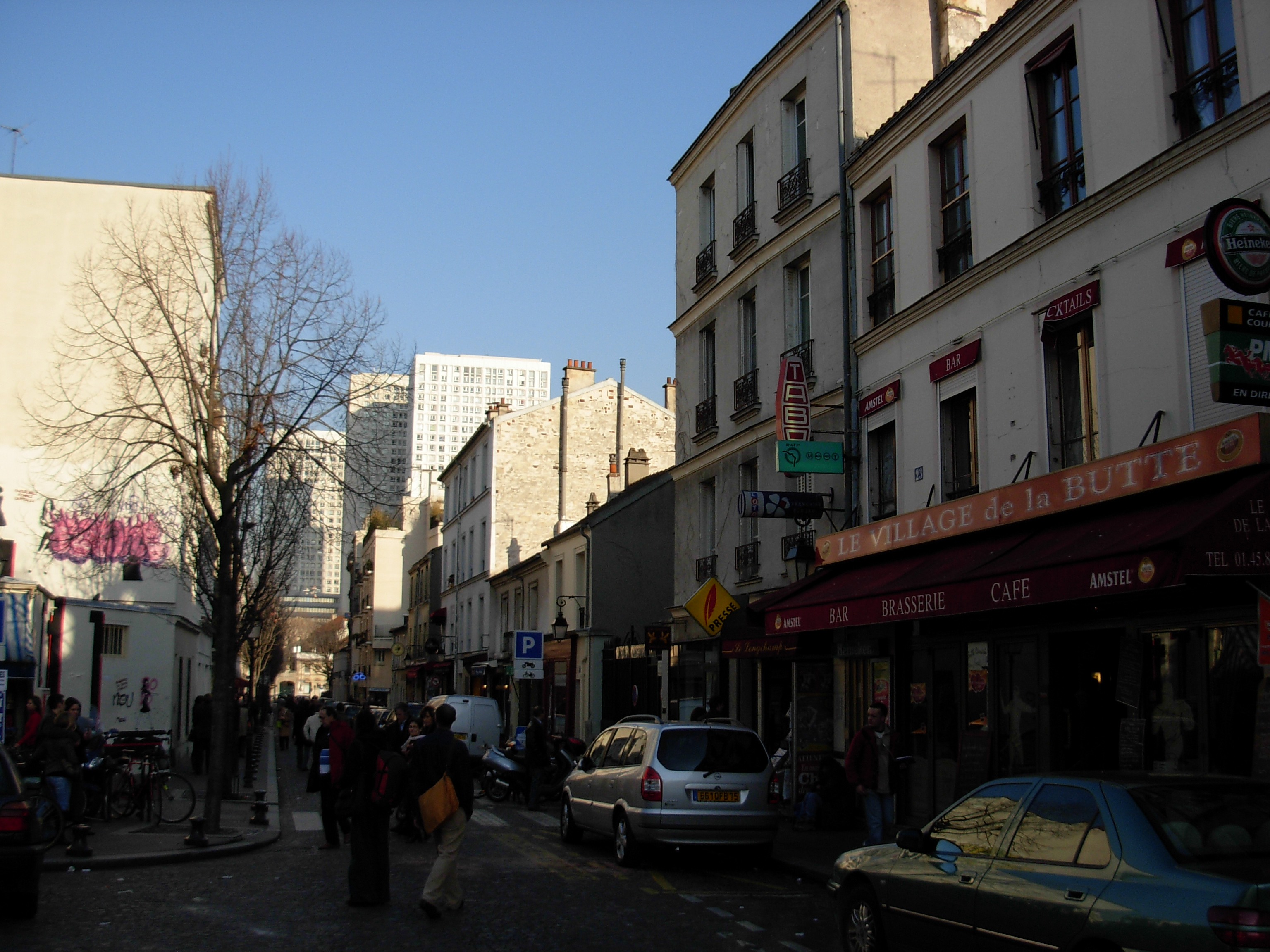
Trung tâm Butte aux Cailles với các nhà hàng, quán bar

Butte aux Cailles là một khu phố của Paris, nằm ở phía Tây Quận 13. Cái tên « Butte aux Cailles » có nghĩa là Đồi Cailles, theo tên Pierre Caille, chủ nhân khu vực này từ năm 1543. Nằm bên cạnh quảng trường Italie, không xa khu phố Tàu, Butte aux Cailles là một khu phố của nhà hàng và các quán cà phê.
| Métro Paris | Bến tàu điện ngầm: Place d'Italie hoặc Corvisart |

## Lịch sử

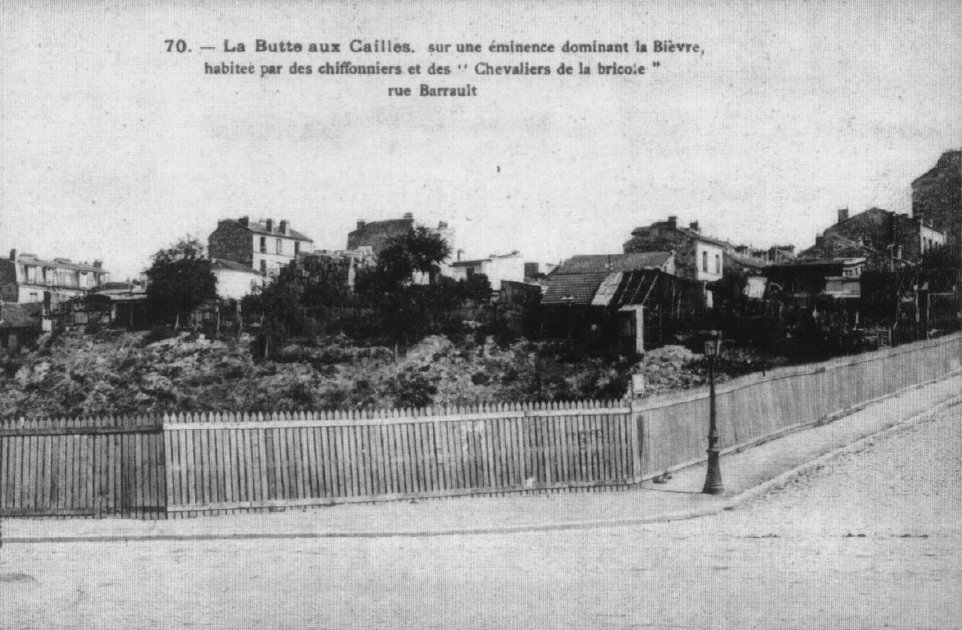
Butte aux Cailles năm 1900

Vào thời Trung Cổ, khu vực ngoại ô Butte aux Cailles còn xa trung tâm thành phố. Khu đồi nhô cao, nằm ở bên bờ sông Bièvre, từng được khai thác đá vôi vào thế kỷ 17. Sau đó, nơi đây trở thành khu phố của những người bán thịt, thợ thuộc da và thợ nhuộm. Năm 1784, 1785, tường rào Thuế quan được xây dựng ở phía Bắc của đồi, vị trí đại lộ Auguste-Blanqui ngày nay, Butte aux Cailles trở nên nằm gần các cửa ô của thành phố. Những nghề thủ công cũng dần biến mất, được thay thế bởi các xý nghiệp Panhard, Say và Thomson. Dân số khu phố tăng lên nhờ những người công nhân đến sống trong những tòa nhà nhỏ.
Năm 1860, Paris sáp nhập một loạt khu vực ngoại ô. Butte aux Cailles, vốn trước đó thuộc về Gentilly, trở thành một khu phố của nội ô Paris. Nhờ nhà thiên văn, nhà vật lý François Arago, một giếng phun được đào năm 1866, cung cấp nước cho bể bơi Butte aux Cailles, trở thành một trong những bể bơi đầu tiên của thành phố. Tới năm 1910, việc che lấp sông Bièvre hoàn tất, con sông chỉ còn chạy ngầm dưới đất. Những thập niên 1960, 1970, các tòa nhà cũ của Butte aux Cailles được dỡ bỏ, thay thế bởi những tòa nhà cao tầng hiện đại nằm gần quảng trường Italie. Tuy nhiên, dự án - mang tên Italie 14 - đã không được thực hiện trọng vẹn. Một số nhà chọc trời đã không được xây như dự kiến. Sau khi các xưởng sản xuất cũ chuyển đi, Butte aux Cailles chỉ còn là một khu phố dân cư.
Nằm bên cạnh quảng trường Italie, khu phố Butte aux Cailles hoàn toàn ngược với các nhà cao tầng bằng bê tông của quảng trường. Nhiều nhà hàng, quán cà phê, quán bar tập trong ở nơi đây. Đặc biệt, giao lộ hai con phố Butte aux Cailles và Cinq Diamants là tụ điểm của thanh niên và sinh viên vào buổi tối.
Vốn là khu vực của thợ thủ công và công nhân, cho đến thập niên 1990, Butte aux Cailles mới chỉ có một vài nhà hàng, quán cà phê. Bộ mặt khu phố thay đổi nhờ những chính sách của Jacques Toubon, thị trưởng Quận 13 và bộ trưởng Bộ Văn hóa, rồi Bộ Tư pháp. Các hàng quán được mở ra, nhưng Butte aux Cailles được giữ dáng dấp của một « ngôi làng » với những phố nhỏ lát đá, những con dốc thấp không quá nhiều xe cộ qua lại. Tuy nhiên, cuộc sống ban đêm của khu phố cũng gặp phải phản đổi của một số dân cư với lý do làm ảnh hưởng tới giấc ngủ, sức khỏe của họ.

## Các địa điểm

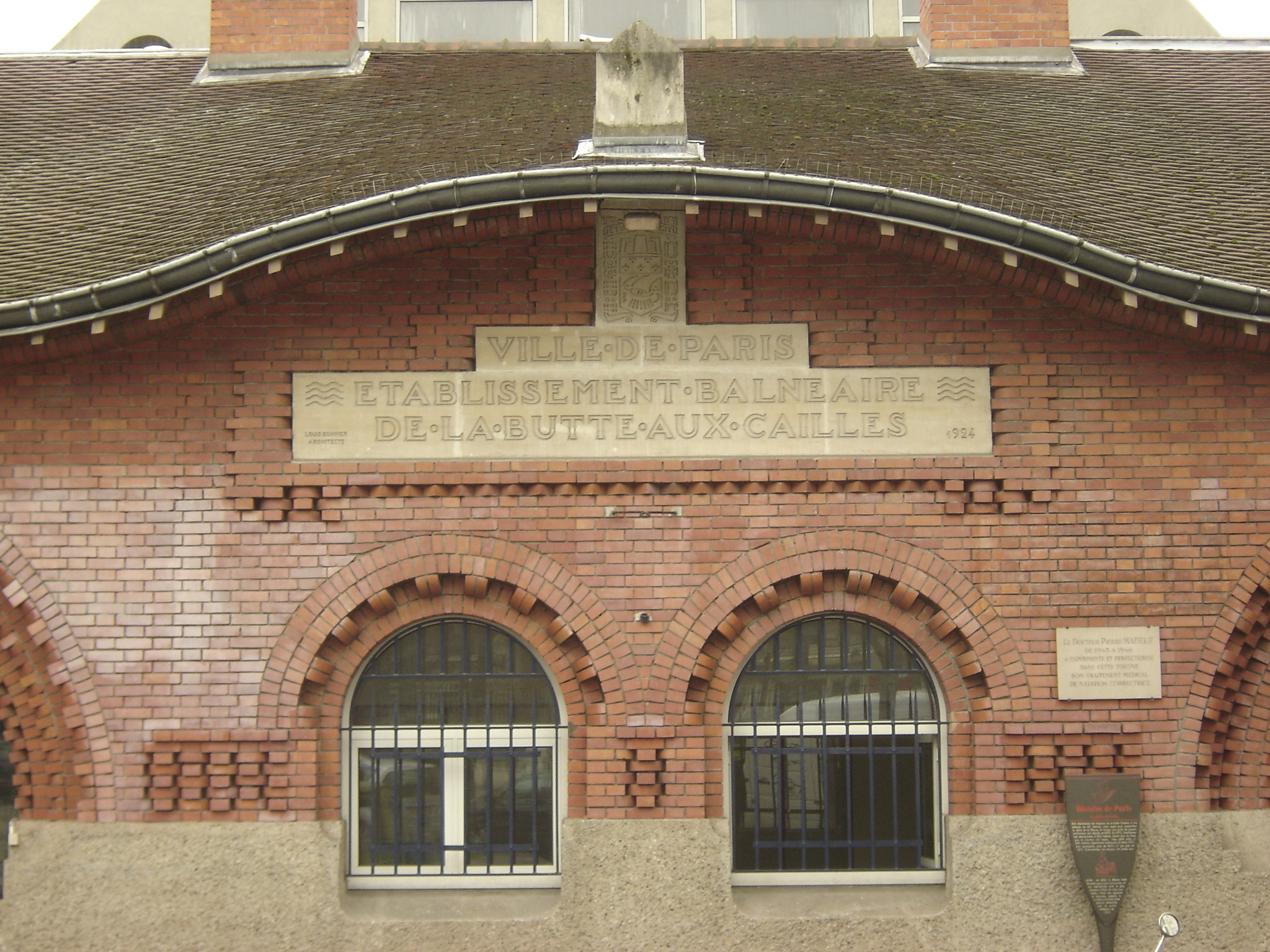
Mặt ngoài bể bơi Butte aux Cailles

- Đài phun nước Wallace trên phố Butte-aux-Cailles, góc giao với phố Espérance.
- Trường Viễn thông quốc gia, nằm ở phía Tây của Butte-aux-Cailles, bao bởi các con phố Barrault, Vergniaud, Tolbiac và Daviel.
- Nhà thờ Sainte-Anne Butte-aux-Cailles, số 188 phố Tolbiac, được xây dựng từ cuối thế kỷ 19.
- Bể bơi Butte-aux-Cailles, một trong những bể bơi cổ nhất của Paris, được xếp hạng di tích lịch sử năm 1990.
- Trường Estienne về nghệ thuật họa hình và in ấn, số 18 đại lộ Auguste Blanqui.
- Nhà hát Cinq Diamants, nằm trên con phố cùng tên. « Cinq Diamants » có nghĩa là Năm viên kim cương, tên một hiệu kim hoàn cũ ở đây.